# Jurij Fedynski
Jurij Fedynski (ukr. Юрій Фединський, ur. 19 września 1912 w Mostach Wielkich, zm. 1979 w Stanach Zjednoczonych) – amerykański prawnik ukraińskiego pochdzenia.

## Życiorys
Studiował na Wydziale Prawa Uniwersytetu Jana Kazimierza we Lwowie, naukę ukończył w 1934. Następnie wyjechał do Austrii, gdzie w 1943 na Uniwersytecie w Innsbrucku otrzymał doktorat prawa. Po II wojnie światowej wyjechał do Stanów Zjednoczonych, pracował w bibliotece prawniczej. W 1965 na Indiana University w Bloomington uzyskał tytuł doktora nauk prawnych, a od 1966 wykładał na tamtejszym wydziale prawnym. Specjalizował się w prawie międzynarodowym i porównawczym. Publikował na łamach czasopism polskich, ukraińskich i austriackich artykuły dotyczące historii prawa polskiego i krajów ościennych. Należał do Towarzystwa Naukowego im. Szewczenki i Polskiego Towarzystwa Naukowego na Obczyźnie.

## Wybrane publikacje
- „Sovietization of an Occupied Area through the Medium of Courts” /1953/,
- „Rechtstatsachen auf dem Gebiete des Erbrechts im Gerichtsbezirk Innsbruck, 1937 – 41" /1968/,
- „Prominent Polish Legal Scholars of the Last 100 Years” /1970/,
- „Polish Law Throughout the Ages”, pod redakcja prof. W.J. Wagnera.